# Carollia brevicauda
Carollia brevicauda — вид родини листконосові (Phyllostomidae), ссавець ряду лиликоподібні (Vespertilioniformes, seu Chiroptera).

## Поширення
Ареал охоплює велику північну частину Південної Америки, починаючи з невеликої частини Центральної Америки аж до центра Південної Америки. А саме країни: Болівія, Бразилія, Колумбія, Французька Гвіана, Гаяна, Панама, Перу, Суринам, Тринідад і Тобаго, Венесуела.

## Екологія
Мешкає поблизу вологих районів, найчастіше в тропічних вічнозелених лісах. Є одним з найчисленніших мешканців-кажанів низин тропічних лісів. Плоди — основна частина раціону, також споживає комах і живиться нектаром у сухий сезон.

## Статус та охорона
Чи є якісь загрози — невідомо. Вид віднесений до категорії мінімального ризику, широко поширений і терпимий до різних місць проживання.